# Nuoto ai campionati mondiali di nuoto 2024 - 100 metri dorso femminili
La gara di nuoto dei 100 dorso femminili dei campionati mondiali di nuoto 2024 è stata disputata il 12 e il 13 febbraio 2024 presso l'Aspire Dome di Doha. Vi hanno preso parte 56 atlete provenienti da 53 nazioni.
La competizione è stata vinta dalla nuotatrice statunitense Claire Curzan, mentre l'argento e il bronzo sono andati rispettivamente all'australiana Iona Anderson e alla canadese Ingrid Wilm

## Podio
| Posizione | Atleta        | Nazionalità |
| --------- | ------------- | ----------- |
| Oro       | Claire Curzan | Stati Uniti |
| Argento   | Iona Anderson | Australia   |
| Bronzo    | Ingrid Wilm   | Canada      |

## Programma
| Data             | Ora (UTC+3) | Turno      |
| ---------------- | ----------- | ---------- |
| 12 febbraio 2024 | 09:32       | Batterie   |
| 12 febbraio 2024 | 19:53       | Semifinali |
| 13 febbraio 2024 | 19:51       | Finale     |

## Record
Prima della competizione il record del mondo e il record dei campionati erano i seguenti:
| Record mondiale       | 57"33 | Kaylee McKeown Australia | 21 ottobre 2023 Budapest, Ungheria |
| Record dei campionati | 57"53 | Kaylee McKeown Australia | 25 luglio 2023 Fukuoka, Giappone   |

## Risultati

### Batterie
| Pos. | Batteria | Corsia | Atleta                  | Nazionalità             | Tempo   | Note |
| ---- | -------- | ------ | ----------------------- | ----------------------- | ------- | ---- |
| 1    | 6        | 4      | Claire Curzan           | Stati Uniti             | 59"72   | Q    |
| 2    | 5        | 4      | Ingrid Wilm             | Canada                  | 59"82   | Q    |
| 3    | 4        | 3      | Iona Anderson           | Australia               | 59"88   | Q    |
| 4    | 4        | 4      | Jaclyn Barclay          | Australia               | 1'00"05 | Q    |
| 5    | 6        | 3      | Lauren Cox              | Gran Bretagna           | 1'00"27 | Q    |
| 6    | 4        | 6      | Kathleen Dawson         | Gran Bretagna           | 1'00"36 | Q    |
| 7    | 4        | 5      | Carmen Weiler           | Spagna                  | 1'00"44 | Q    |
| 8    | 5        | 3      | Kira Toussaint          | Paesi Bassi             | 1'00"50 | Q    |
| 9    | 6        | 5      | Maaike de Waard         | Paesi Bassi             | 1'00"61 | Q    |
| 10   | 5        | 5      | Adela Piskorska         | Polonia                 | 1'01"03 | Q    |
| 11   | 5        | 6      | Hanna Rosvall           | Svezia                  | 1:01.20 | Q    |
| 12   | 6        | 6      | Anastasija Škurdaj      |                         | 1'01"43 | Q    |
| 13   | 6        | 2      | Camila Rebelo           | Portogallo              | 1'01"51 | Q    |
| 14   | 6        | 7      | Francesca Pasquino      | Italia                  | 1'01"54 | Q    |
| 15   | 5        | 8      | Gabriela Georgieva      | Bulgaria                | 1'01"65 | Q    |
| 16   | 4        | 2      | Stephanie Au            | Hong Kong               | 1'01"80 | Q    |
| 17   | 4        | 0      | Carla González          | Venezuela               | 1'01"83 |      |
| 18   | 5        | 2      | Paulina Peda            | Polonia                 | 1'01"87 |      |
| 19   | 5        | 9      | Emma Harvey             | Bermuda                 | 1'01"88 |      |
| 20   | 4        | 7      | Maria Godden            | Irlanda                 | 1'01"99 |      |
| 21   | 5        | 1      | Andrea Berrino          | Argentina               | 1'02"02 |      |
| 22   | 6        | 9      | Jillian Crooks          | Isole Cayman            | 1'02"19 |      |
| 23   | 5        | 0      | Chen Xin                | Cina                    | 1'02"9  |      |
| 24   | 4        | 8      | Levenia Sim             | Singapore               | 1'02"72 |      |
| 25   | 6        | 1      | Song Jae-yun            | Corea del Sud           | 1'02"74 |      |
| 26   | 4        | 1      | Eszter Szabó-Feltóthy   | Ungheria                | 1'02"80 |      |
| 26   | 5        | 7      | Milla Drakopoulos       | Sudafrica               | 1'02"80 |      |
| 28   | 6        | 8      | Teia Salvino            | Filippine               | 1'02"81 |      |
| 29   | 6        | 0      | Xeniya Ignatova         | Kazakistan              | 1'02"83 |      |
| 30   | 3        | 4      | Jana Marković           | Serbia                  | 1'03"70 |      |
| 31   | 3        | 2      | Andrea Becali           | Cuba                    | 1'04"22 |      |
| 32   | 3        | 6      | Celina Márquez          | El Salvador             | 1:04"29 |      |
| 33   | 3        | 7      | Valerie Tarazi          | Palestina               | 1'04"41 |      |
| 33   | 4        | 9      | Alexia Sotomayor        | Perù                    | 1'04"41 |      |
| 35   | 3        | 1      | Natalia Zaiteva         | Moldavia                | 1'04"50 |      |
| 36   | 3        | 9      | Donata Katai            | Zimbabwe                | 1'04"51 |      |
| 37   | 3        | 3      | Carolina Cermelli       | Panama                  | 1'04"83 |      |
| 38   | 3        | 0      | Ganga Senavirathne      | Sri Lanka               | 1'04"93 |      |
| 39   | 2        | 4      | Suvana Chetana          | India                   | 1'05"26 |      |
| 40   | 2        | 2      | Ariuntamir Enkh-Amgalan | Mongolia                | 1'05"27 |      |
| 41   | 3        | 5      | Abril Aunchayna         | Uruguay                 | 1'05"31 |      |
| 42   | 3        | 8      | Masniari Wolf           | Indonesia               | 1'05"39 |      |
| 43   | 2        | 3      | Gaurika Singh           | Nepal                   | 1'05"47 |      |
| 44   | 2        | 7      | Elizaveta Pecherskikh   | Kirghizistan            | 1'05"68 |      |
| 45   | 2        | 5      | Amani Al-Obaidli        | Bahrein                 | 1'06"06 |      |
| 46   | 2        | 6      | Eda Zeqiri              | Kosovo                  | 1'06"64 |      |
| 47   | 1        | 4      | Idealy Tendrinavalona   | Madagascar              | 1'09"14 |      |
| 48   | 2        | 8      | Alejandra Santana       | Rep. Dominicana         | 1'09"27 |      |
| 49   | 2        | 0      | Chanchakriya Kheun      | Cambogia                | 1'09"31 |      |
| 50   | 2        | 9      | Riley Miller            | Isole Vergini Americane | 1'09"47 |      |
| 51   | 2        | 1      | Aynura Primova          | Turkmenistan            | 1'09"56 |      |
| 52   | 1        | 5      | Angelina Smythe         | Seychelles              | 1'10"37 |      |
| 53   | 1        | 7      | Maleek Al-Mukthar       | Libano                  | 1'10"61 |      |
| 54   | 1        | 6      | Natalia Ladha           | Tanzania                | 1'13"56 |      |
| 55   | 1        | 3      | Jennifer Harding-Marlin | Saint Kitts e Nevis     | 1'14"93 |      |
| 56   | 1        | 2      | Hamna Ahmed             | Maldive                 | 1'18"71 |      |

### Semifinali
| Pos. | Semifinale | Corsia | Atleta             | Nazionalità   | Tempo   | Note |
| ---- | ---------- | ------ | ------------------ | ------------- | ------- | ---- |
| 1    | 2          | 4      | Claire Curzan      | Stati Uniti   | 58"73   | Q    |
| 2    | 1          | 4      | Ingrid Wilm        | Canada        | 59"55   | Q    |
| 3    | 1          | 5      | Jaclyn Barclay     | Australia     | 59"83   | Q    |
| 4    | 2          | 5      | Iona Anderson      | Australia     | 59"94   | Q    |
| 5    | 2          | 3      | Lauren Cox         | Gran Bretagna | 1'00"03 | Q    |
| 6    | 1          | 6      | Kira Toussaint     | Paesi Bassi   | 1'00"37 | Q    |
| 7    | 1          | 3      | Kathleen Dawson    | Gran Bretagna | 1'00"40 | Q    |
| 8    | 2          | 2      | Maaike de Waard    | Paesi Bassi   | 1'00"68 | Q    |
| 9    | 2          | 6      | Carmen Weiler      | Spagna        | 1'00"81 |      |
| 10   | 2          | 1      | Camila Rebelo      | Portogallo    | 1'00"91 |      |
| 11   | 1          | 2      | Adela Piskorska    | Polonia       | 1'00"99 |      |
| 12   | 1          | 7      | Anastasija Škurdaj |               | 1'01"24 |      |
| 13   | 2          | 8      | Gabriela Georgieva | Bulgaria      | 1'01"42 |      |
| 14   | 1          | 8      | Stephanie Au       | Hong Kong     | 1'01"50 |      |
| 15   | 2          | 7      | Hanna Rosvall      | Svezia        | 1'01"67 |      |
| 16   | 1          | 1      | Francesca Pasquino | Italia        | 1'01"68 |      |

### Finale
| Pos.    | Corsia | Atleta          | Nazionalità   | Tempo   | Note |
| ------- | ------ | --------------- | ------------- | ------- | ---- |
| Oro     | 4      | Claire Curzan   | Stati Uniti   | 58"29   |      |
| Argento | 6      | Iona Anderson   | Australia     | 59"12   |      |
| Bronzo  | 5      | Ingrid Wilm     | Canada        | 59"18   |      |
| 4       | 3      | Jaclyn Barclay  | Australia     | 59"28   |      |
| 5       | 2      | Lauren Cox      | Gran Bretagna | 59"60   |      |
| 6       | 1      | Kathleen Dawson | Gran Bretagna | 1'00"42 |      |
| 7       | 8      | Maaike de Waard | Paesi Bassi   | 1'00"64 |      |
| 8       | 7      | Kira Toussaint  | Paesi Bassi   | 1'00"73 |      |